# Словени
Словени су најбројнија етно-лингвистичка група у Европи. Насељавају источну, југоисточну и средњу Европу и сјеверну и средњу Азију. Словени говоре словенским језицима који припадају индоевропској породици језика и дијеле, у различитој мјери, поједине културне особине. Од почетка 6. вијека шире се и насељавају просторе источне и средње Европе и југоисточне Европе. Источни Словени су населили Сибир и средњу Азију. Тренутно половина територије Европе је насељена словенском говорном заједницом, док сваки словенски народ има емигранте на другим континентима.
Данашњи словенски народи су подјељени на Западне Словене (првенствено Пољаци, Словаци и Чеси), Источне Словене (Белоруси, Русини, Руси и Украјинци) и Јужне Словене (првенствено Бошњаци, Бугари, Македонци, Словенци, Срби, Хрвати и Црногорци). Савремени Словени су знатно генетски и културно разноврснији, и односи између њих — чак и унутар појединих етничких група — су различити, почев од осећаја повезаности до заједничког осећања непријатељства.

## Етноним
Словенски аутоним је реконструисан у прасловенском језику као*Slověninъ (мн. *Slověne). Најстарији писани документ на старословенском из 9. вијека користи термин „Словѣне“ за Словене. Остали ранословенски језици то потврђују, укључујући и староруску ријеч „Словѣнѣ“ за „једну источнословенску групу близу Новгорода”. Међутим, најранији писани трагови Словена под овим именом налазе се у другим језицима. У 6. вијеку Прокопије, пишући на средњовјековном грчком, за Словене користи сљедеће називе „Σκλάβοι“, „Σκλαβηνοί“, „Σκλαυηνοί“, „Σθλαβηνοί“ и „Σκλαβῖνοι“, док његов савременик Јорданес на латинском користи назив „Sclaveni“.
Обично се сматра да је словенски аутоним изведен из ријечи „*slovo“, првобитно означавајући „људи које говоре (исти језик)”, тј. људе који разумију једни друге, за разлику од словенске ријечи за „стране људе” — *němci.
Ријеч „*slovo“ и сродне ријечи „*slava“ и „*slukh“ поријекло воде од праиндоевропске ријечи „*ḱlew-“, когнат старогрчке ријечи „κλῆς“, од које је настало име Перикле, и латинске „clueo“.

## Подела Словена

### Савремена подјела према регионима

#### Западни Словени
- Словаци (словачки језик)
- Чеси (чешки језик)
- Пољаци (пољски језик)
- Лужички Срби (горњолужичкосрпски и доњолужичкосрпски језик)
- Кашуби (кашупски језик)

#### Источни Словени
- Руси (руски језик)
- Украјинци (украјински језик)
- Белоруси (белоруски језик)

#### Јужни Словени
- Срби (српски језик)
- Црногорци (српски и црногорски језик)
- Хрвати (хрватски језик)
- Словенци (словеначки језик)
- Бугари (бугарски језик)
- Македонци (македонски језик)
- Бошњаци (бошњачки језик)

#### Етничке групе са спорним статусом
- Морављани
- Русини
- Шлезијци

Поред три основне групе Словена, из којих су се развили данашњи словенски народи, током раног средњег века постојала је још једна, средњословенска скупина, којој су припадали Панонски Словени (настањени током 6. века на ширем простору бивше римске покрајине Паноније), као и Дачки Словени (настањени током 6. века на ширем простору бивше римске покрајине Дакије, северно од доњег тока реке Дунава). Током средњег века, највећи део словенског становништва на просторима Паноније и Дакије подлегао је постепеној мађаризацији, односно румунизацији.

## Порекло имена
Словени се у првим историјским записима јављају као Вен(е)ди, али њихова веза с Вендима које спомињу Тацит, Птолемеј и Плиније остаје нејасна, па је сличност између та два имена можда случајна. Расправља се и о вези између Лужичких Срба и Словена. Неки истраживачи повезују Лужичке Србе са Словенима, други с Германима, а трећи тврде да су Лужички Срби били мешано племе или савез племена различитих народа. Лужички Срби су имали келтске елементе, а спомињу се и као део Вандала у Магна Германији, која је покривала данашњу Шлеску (названу по Силинги-Вандалима). Град Легница у Шлеској можда вуче корен из имена Лужичких Срба. Каснији писци бележили су Словене под именима „Склавени“, „Скловени“ и „Анти“. Јорданес наводи да се Венети деле на три скупине: Венете, Анте и Склавене. Традиционално се име „Венети“ почело везивати уз Западне Словене, „Склавени“ уз Јужне Словене, а „Анти“ уз Источне Словене. Чак и порекло ријечи „Словен“ није сигурно. Услед сличности с ријечју „слово“, „Словени“ („Словјани“) може значити „они који знају говорити“, за разлику од имена „Немци“, од „нěм“, „нијем“, „они који не знају говорити“. Други могући корен словенског имена је ријеч „слава“. У неким словенским језицима назив за Словене има корен „слов-“, на пример у словеначком Словани (словен. Slovani) или српском Словени, а у другима „слав-“, као у руском Славјани (рус. Славяне) или хрватском Славени (хрв. Slaveni). Према неким теоријама корен „слав-“ настао је због руског акања (прелажења ненаглашеног „о“ у „а“).

## Историја Словена

### Порекло Словена
Словени су један од огранака индоевропских народа. Сматра се да се праиндоевропским језиком говорило у 4. миленијуму п. н. е, док се прасловенски језик издвојио као засебан у 1. миленијуму п. н. е. Преци Словена су били део староевропског огранка Индоевропљана који је настањивао средњу Европу у 2. миленијуму п. н. е, а из кога су се, осим Словена, развили и Келти, Итали, Илири, Венеди, Германи и Балти. Ови Староевропљани се археолошки могу идентификовати са Курганском културом (1500—1200. п. н. е.), као и са Културом поља погребних урни (13-7. век п. н. е.). У североисточном делу ареала средњоевропске заједнице поља погребних урни развила се Лужичка култура, која се делимично идентификује са Протословенима, а делимично са Протогерманима.
У погледу лоцирања словенске прапостојбине постоји неколико теорија: 
1. аутохтона теорија која тврди да су Словени живели северно од Карпата од 1000. п. н. е.
2. алохтона теорија која тврди да су Словени дошли на то подручје у 5. или 6. веку после Христа.

Немачка и разне словенске нације користиле су неке од теорија о пореклу Словена за политичку пропаганду. Неки научници (нпр. Казимир Годловски и Зденек Вана) сматрају да су поменуте теорије апсурдне и тврде да су се Словени појавили као посебно племе негде у време Исуса Христоса.
Једна теорија тврди да су постојала два таласа Словена, Прасловени (Венети), као и Словени који су се са њима измешали и створили данашње Словене. Та теорија покушава решити врло сложена питања која излазе из археолошких налаза на словенским територијама.
Није потпуно сигурно где су тачно Словени живели пре сеобе на запад. Први историјски помен Словена код Плинија и Птолемеја смешта их у подручје мочвара реке Припјат (Полешка), али знатан број словенских ријечи има индоаријске облике који казују на заједнички прајезик.
Недавно се јавила и теорија која тврди да је Словенска прадомовина укључивала подручја која Тацит наводи као Германију. Тацит је писао да је појам „Германија“ у смислу домовине Германа настао релативно недавно (у 1. веку). Додатну збрку уноси чињеница да су неки Словенски народи настали због потпуне асимилације древних несловенских народа. Тако се корени данашњих Бугара могу наћи у Средњој Азији. Ту спадају и теорије о Иранском пореклу Срба и Хрвата или вандалском пореклу Пољака.

### Словени у сеоби народа
Словени се јављају у новијој историји када се са Германима и Келтима крећу према западу у 5. и 6. веку, а вероватно под притиском народа из Сибира и источне Европе (Хуни, Авари, Прабугари и Мађари). Тада су Словени населили подручје између Одре и Лабе на северу, затим Чешку, Моравску, велики део данашње Аустрије, Панонију и Балканско полуострво, као и подручје код горњег тока реке Дњепар.

### Словени након сеобе
Када су се сместили на својим територијама, Словени су успоставили прве облике држава, којима су управљали кнезови са ризницом и војском, као и прве класне поделе, са племићима који су пристајали уз Франачку и Свето римско царство. Карантанија, која је покривала данашњу Аустрију и Словенију, била је једна од првих словенских држава у Средњој Европи, а на северу су формиране и Самова држава, Њитра и Моравска. У том раздобљу је постојала и држава панонских Словена под називом кнежевина Доња Панонија, као и територија под контролом племена Северани, али ширење Мађара и Влаха, као и германизација Аустрије раздвојили су северне од јужних Словена. На словенском југу формиране су кнежевине Србија, Хрватска, Дукља, Травунија, Захумље, Паганија, као и јужнопанонска Кнежевина између Драве и Саве. Бугарски канат, који су основали туркијски Прабугари, временом је постао словенска држава. На словенском истоку је формирана Кијевска Русија, а своје државе су формирали и Пољаци и Чеси. У старијој историји није било никаквог јединства Словенских народа, иако је повремено било сарадње.
Енглеска реч за роба slave долази од старофранцуске sclave, од средновековне латинске речи sclavus, од византијско грчке σκλάβος, која заправо потиче од речи етнонима Slav, пошто су у раним средњовековним ратовима многи Словени заробљени и поробљени.

### Пропаст и обнова словенских држава
Током средњег века, Словени су покушавали да очувају своју државност, трпећи притисак својих несловенских суседа, Византинаца, Франака, Мађара, Хазара, Немаца, Млетака, Монгола и Турака. Почетком новог века, од словенских народа су своју државност успели да очувају само Руси у Великој московској кнежевини, Пољаци и Дубровчани, док су се остали Словени нашли под влашћу Турака, Хабзбурга и Млетака.
Крајем 18. века пропада и Пољска држава, а потом у 19. веку и Дубровачка република. Средина 19. века доноси обнову државности Србије, Црне Горе и Бугарске. Већина словенских народа, изузев Лужичких Срба, ослободиће се стране власти у првој половини 20. века, након протеривања Османског царства са највећег дела Балкана, као и након распада Хабзбуршке монархије 1918. године. Тада ће бити обновљена Пољска држава, а формираће се и Чехословачка, као и Краљевство Срба, Хрвата и Словенаца (Југославија). У исто време, Руска Империја се после Руског грађанског рата организује у Совјетски Савез, у којем су најбројнији народ били Руси.
Тежак период за већину словенских народа је био Други светски рат, када су велики део словенског државног простора окупирали Немци и њихови савезници. У стварању свог новог поретка, Немачка је анектирала Пољску и Чешку, док је државну самосталност признала Словачкој, али без јужних територија које је анектирала Мађарска. Југославија је окупирана и подељена, а делове њене територије су анектирале Немачка и друге чланице Сила Осовине. Иако је државна самосталност номинално призната Независној Држави Хрватској и Србији, обе су биле под окупацијом немачких, односно у случају НДХ и италијанских трупа. Црној Гори је такође номинално био признат одређен степен државности, али у оквиру Мусолинијеве велике Италије. Бугарска је била у савезу са Немачком и, заједно са њом, учествовала у окупацији делова Југославије, као и дела Грчке. Немци су, такође, окупирали и велики део Совјетског Савеза, али су Совјети успели да зауставе немачку инвазију и да пређу у контранапад, којим су ослободили целу источну и југоисточну Европу немачке окупације.
Након Другог светског рата, југословенска, чехословачка и пољска држава су обновљене, док Совјетски Савез, уз САД, постаје једна од две најзначајније светске силе, које су се у периоду Хладног рата такмичиле за контролу над деловима Света, као и у освајању космоса. Крајем 20. века, Совјетски Савез, Југославија и Чехословачка се распадају, чиме настају нове словенске државе - Русија, Украјина, Белорусија, Чешка, Словачка, Словенија, Хрватска, Босна и Херцеговина, СР Југославија и Македонија. Ср Југославија, која је 2003. године трансформисана у државну заједницу Србија и Црна Гора, се такође распада 2006. године, чиме настају независне државе Србија и Црна Гора.

## Политика

### Пансловенство
С обзиром да су Словени покривали велико и разнолико подручје, појавило се неколико средишта која су радила на јединству Словена. У 19. веку се појавио покрет панславизама међу интелектуалцима, научницима и књижевницима, али ретко је утицао на практичну политику, осим на Балкану. Загреб је био врло јак центар те идеологије, па се у њему развила клица онога што ће касније постати Југославија.

### Антисловенство
У првој половини 20. века, нацисти су форсирали идеју раса и тврдили да је германска раса надређена словенској, која је требало да служи као робље у Трећем рајху. Међутим, такве идеје су изгубиле популарност с поразом нацистичке Немачке у Другом светском рату.
Антисловенски сентимент је присутан и у раним делима Карла Маркса, као и у Бизмарковим изјавама о Словенима.

## Вера и писмо
Словени се у верском смислу деле на: 
1. православни — Руси, Украјинци, Белоруси, Срби, Бугари, Црногорци, Македонци
2. католици — Пољаци, Словаци, Хрвати, Словенци, Чеси, Моравци, Буњевци, Кашуби.
3. муслимани — Бошњаци, Горанци, Помаци и Торбеши.
4. протестанти — Лужички Срби, тј. Доњолужичани у данашњем Бранденбургу.

Писма која употребљавају Словени су ћирилица (на истоку) и латиница (на западу). За разлику од већине словенских народа који користе само једно од ова два писма, Срби, Бошњаци, Црногорци и Горанци употребљавају оба.

## Генетика
Према резултатима генетичких истраживања, међу становништвом словенских држава најзаступљеније су две патрилинеарне (Y-ДНК) хаплогрупе: Хаплогрупа R и Хаплогрупа I. Хаплогрупа R је доминантна у државама источних и западних Словена, као и у Словенији, док је Хаплогрупа I доминантна у државама јужних Словена (са изузетком Словеније). Међутим, Хаплогрупа R је значајним процентом заступљена и у Србији (24%), Црној Гори (21%), Босни и Херцеговини (21%), Хрватској (30%), Македонији (26%), док је Хаплогрупа I значајним процентом заступљена у Словенији (32%), Белорусији (25%), Чешкој (24%), Словачкој (24%), Украјини (17%), Русији (16%) и Пољској (16%). У Бугарској су те две хаплогрупе релативно подједнако заступљене, уз благу предност хаплогрупе R (28%), наспрам хаплогрупе I (27%).
Хаплогрупа I је заступљена у Србији (39%), Босни и Херцеговини (56%), Црној Гори (37%), Хрватској (44%), Македонији (28%).
Код дела становништва словенских држава се у одређеном проценту налазе и Хаплогрупа N, Хаплогрупа E и Хаплогрупа J.
Хаплогрупа N је најзаступљенија у Русији (23%), Белорусији (10%), Украјини (7,5%), а у мањим процентима је заступљена и у Словачкој (3%), Србији (2%), Црној Гори (1,5%), итд.
Хаплогрупа E је заступљена у Македонији (22%), Бугарској (23%), Србији (18%), Црној Гори (27%), Босни и Херцеговини (14%), Хрватској (11%), Словачкој (7%), Чешкој (6%), Белорусији (4%), итд.
Хаплогрупа J је заступљена у Македонији (16%), Бугарској (15%), Србији (9%), Црној Гори (10%), Босни и Херцеговини (7%), Чешкој (6%), Украјини (8%), итд.